# Na granicy (film 1998)
Na granicy – amerykański kryminał z 1998 roku.

## Główne role
- Casper Van Dien – Jake Barnes
- Bryan Brown – Barry Montana
- Daniel Baldwin – Ed
- Rochelle Swanson – Rosalita
- Camilla Overbye Roos – Kristen
- Pedro Armendáriz Jr. – Herman
- Heidi Jo Markel – Sherree
- Bentley Mitchum – Sykes
- John Bishop – Phil